# Karen Fukuhara
Stephanie Karen Aika Fukuhara (Los Ángeles, California; 10 de febrero de 1992) es una actriz estadounidense de ascendencia japonesa. Es conocida por sus papeles como Katana en la película de superhéroes de DC de 2016 Escuadrón suicida y como The Female (Kimiko) en la serie original de Amazon Prime de 2019 The Boys. También es conocida por interpretar al personaje de Glimmer en la serie de Netflix She-Ra y las princesas del poder y a Kipo en Kipo y la era de los magnimales.

## Biografía
Es hija de padres japoneses.
En 2016 interpretó a Tatsu Yamashiro/Katana en la película de superhéroes, Escuadrón suicida, estrenada en agosto de 2016. Luego del estreno, fue invitada especial en el programa Conan junto con el elenco de la película.

## Vida personal
Antes de entrar en la universidad, practicó karate e incluso viajó a Japón para participar en campeonatos mundiales. Actualmente reside en Toronto (Canadá).

## Filmografía

### Cine
| Año  | Título            | Papel                  | Notas        |
| ---- | ----------------- | ---------------------- | ------------ |
| 2016 | Escuadrón suicida | Tatsu Yamashiro/Katana | Protagonista |
| 2019 | Stray             | Nori                   |              |
| 2017 | The Lost          | Laura Baker            | Cortometraje |
| 2022 | Bullet Train      | Azafata                |              |

### Televisión
| Año           | Título                           | Papel               | Notas                    |
| ------------- | -------------------------------- | ------------------- | ------------------------ |
| 2017–presente | El mundo de Craig                | Sewer Queen, Alexis | Actriz de voz            |
| 2018–2020     | She-Ra y las princesas del poder | Glimmer             | Actriz de voz            |
| 2019-presente | The Boys                         | Kimiko/The Female   | Papel coprotagonista     |
| 2020          | Kipo y la era de los magnimales  | Kipo Oak            | Voz (Papel protagonista) |